# Chromelosporium tuberculatum
Chromelosporium tuberculatum är en svampart som först beskrevs av Christiaan Hendrik Persoon, och fick sitt nu gällande namn av Hennebert 1973. Chromelosporium tuberculatum ingår i släktet Chromelosporium och familjen Pezizaceae.   Inga underarter finns listade i Catalogue of Life.